# Stazione di Ōnuma
La stazione di Ōnuma (大沼駅?, Ōnuma-eki) è una stazione nel comune di Nanae, in Hokkaidō. Essa serve la linea principale Hakodate e la sua diramazione Sawara (砂原支線?, Sawara-shisen), un tracciato alternativo che passando ad est del monte Komaga (駒ヶ岳?, Komagatake) si ricollega alla ferrovia a Mori.
In prossimità di Ōnuma si ricongiunge al tracciato principale la diramazione Fujishiro (藤城支線?, Fujishiro-shisen), una diramazione che salta tutte le stazioni fra Ōnuma e Nanae, ed in quanto più rapida è utilizzata dai servizi espressi limitati.

## Struttura della stazione
La stazione dispone di due piattaforme che servono due binari passanti e un binario tronco.
| 1 | ■ Linea principale Hakodate | Per Hakodate                                                   |
| 2 | ■ Linea principale Hakodate | Binario tronco                                                 |
| 3 | ■ Linea principale Hakodate | Mori, Oshamanbe, via tracciato principale e diramazione Sawara |

## Stazioni adiacenti
- Linea principale Hakodate: Niyama - Ōnuma – Ōnuma-Kōen
- Diramazione Fujishiro: Nanae – Ōnuma
- Diramazione Sawara: Ōnuma - Shikabe